# Eugaurax
Eugaurax là một chi ruồi trong họ Chloropidae.